# Dalopius
Dalopius är ett släkte av skalbaggar som beskrevs av Johann Friedrich von Eschscholtz 1829. Dalopius ingår i familjen knäppare.
Släktet innehåller bara arten Dalopius marginatus.

## Bildgalleri

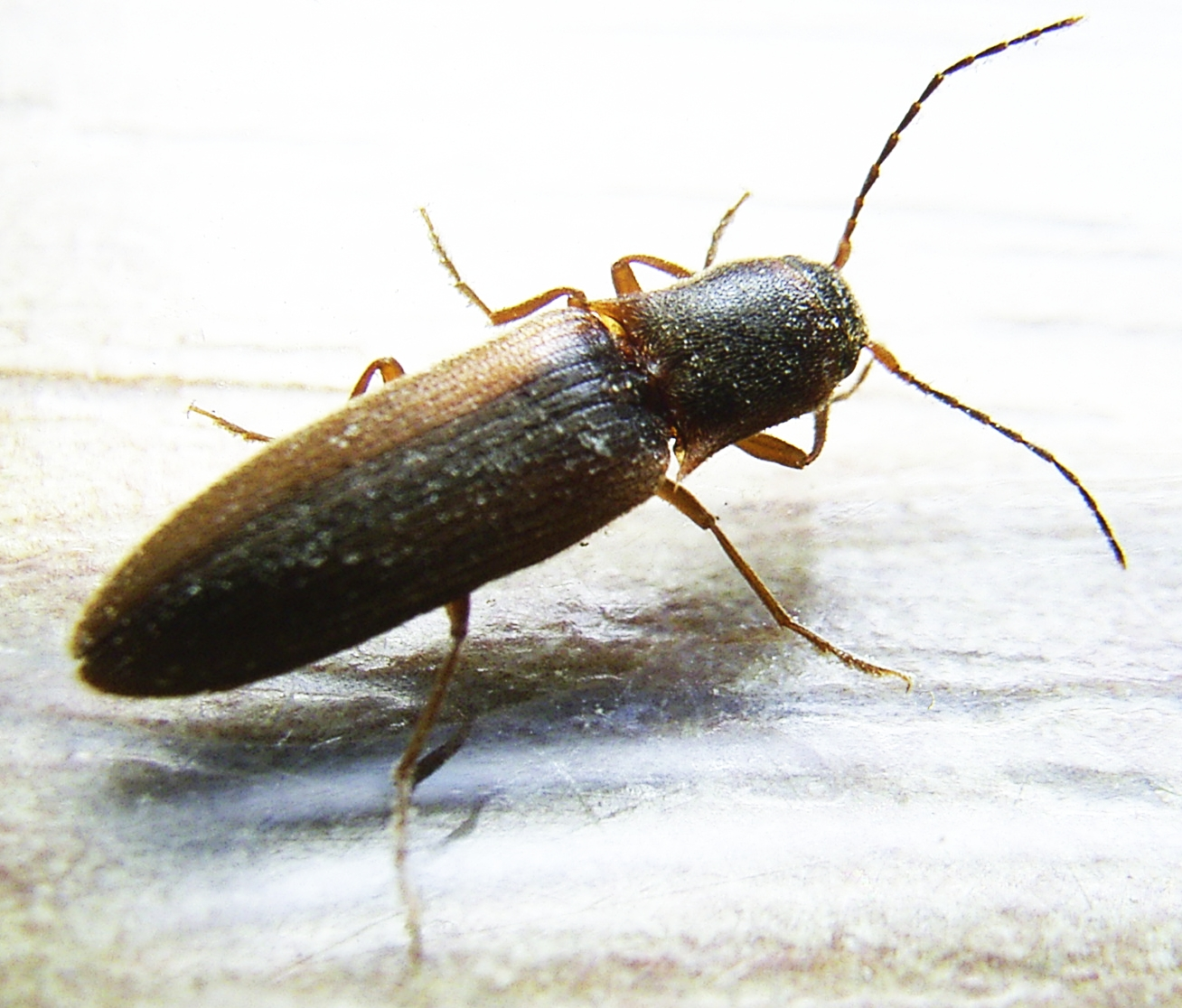
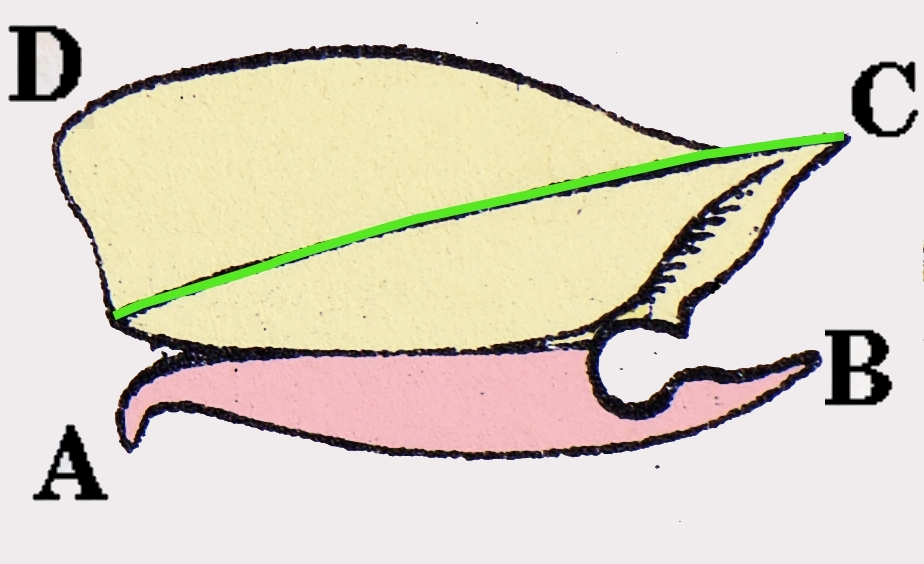
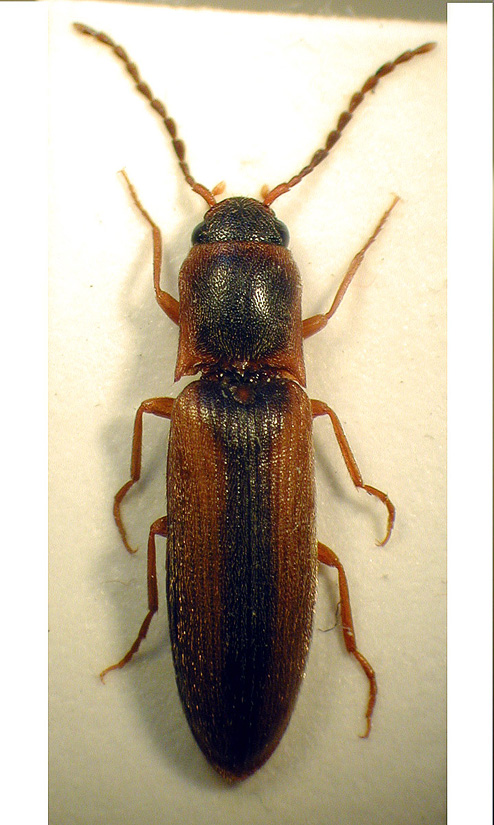
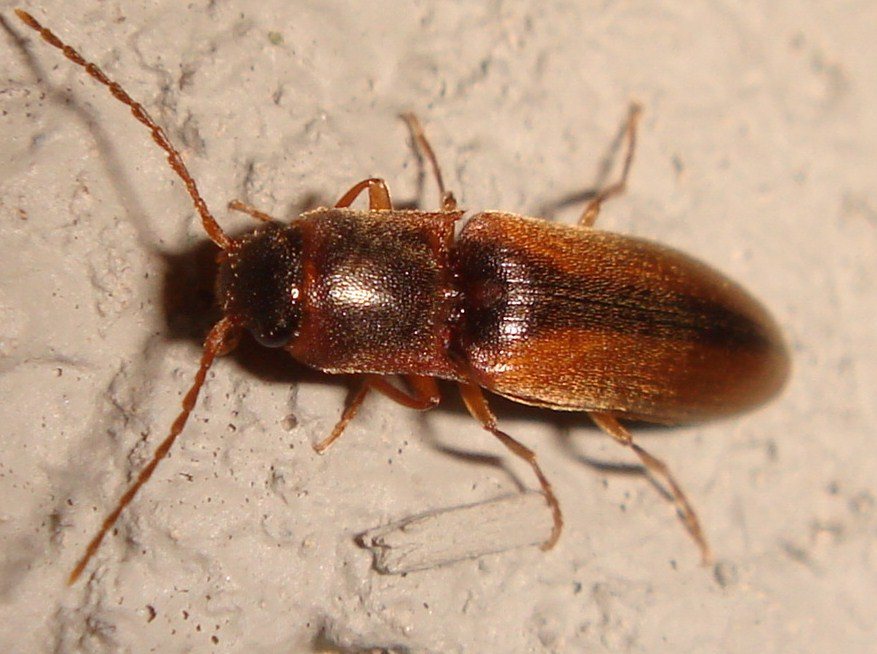
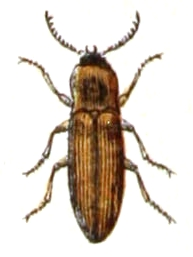
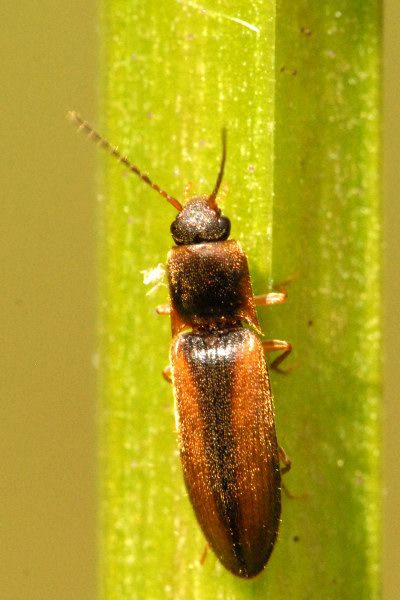